# Ruda Talubska
Ruda Talubska – wieś sołecka w Polsce położona w województwie mazowieckim, w powiecie garwolińskim, w gminie Garwolin.
| SIMC    | Nazwa    | Rodzaj    |
| ------- | -------- | --------- |
| 0671190 | Annopol  | część wsi |
| 0671208 | Za Lasem | część wsi |

Wierni Kościoła rzymskokatolickiego należą do parafii Matki Bożej Szkaplerznej w Górkach.
Za Królestwa Polskiego istniała gmina Ruda Talubska. W latach 1975–1998 miejscowość administracyjnie należała do województwa siedleckiego.
Przez wieś przeprowadzono linię kolejową nr 7 (Warszawa–Lublin) w 1877 roku. Znajduje się przystanek kolejowy Ruda Talubska. Początkowo przystanek nosił nazwę "Wilga". Obecna nazwa stacji została nadana po 1917 roku.